# Parastacidae
Famille
Les Parastacidae sont une famille de crustacés décapodes.
Ce sont des sortes d'écrevisses d'eau douce, pour la plupart endémiques d'Australie ou du sud du Pacifique. 

## Liste des genres
Selon World Register of Marine Species (14 janvier 2025) et selon ITIS (14 janvier 2025) :
- genre Astacoides Guérin-Méneville, 1839
- genre Astacopsis  Huxley, 1879
- genre Cherax  Erichson, 1846
- genre Engaeus  Erichson, 1846
- genre Engaewa  Riek, 1967
- genre Euastacus  Clark, 1936
- genre Geocharax  Clark, 1936
- genre Gramastacus  Riek, 1972
- genre Ombrastacoides  Hansen & Richardson, 2006
- genre Paranephrops  White, 1842
- genre Parastacus  Huxley, 1879
- genre Samastacus  Riek, 1971
- genre Spinastacoides  Hansen & Richardson, 2006
- genre Tenuibranchiurus  Riek, 1951
- genre Virilastacus  Hobbs, 1991

Selon BioLib (19 mai 2016) :
- genre Aenigmastacus Feldmann, Schweitzer & Leahy, 2011 †
- genre Astacoides Guérin-Méneville, 1839
- genre Astacopsis Huxley, 1879
- genre Cherax Erichson, 1846
- genre Engaeus Erichson, 1846
- genre Engaewa Riek, 1967
- genre Euastacus Clark, 1936
- genre Geocharax E. M. Clark, 1936
- genre Gramastacus Riek, 1972
- genre Lammuastacus Aguirre-Urreta, 1992 †
- genre Ombrastacoides Hansen & Richardson, 2006
- genre Palaeoechinastacus A. J. Martin, Rich, Poore, Schultz, Austin, Kool & Vickers-Rich, 2008 †
- genre Paranephrops White, 1842
- genre Parastacus Huxley, 1879
- genre Samastacus Riek, 1971
- genre Spinastacoides Hansen & Richardson, 2006
- genre Tenuibranchiurus Riek, 1951
- genre Virilastacus Hobbs, 1991

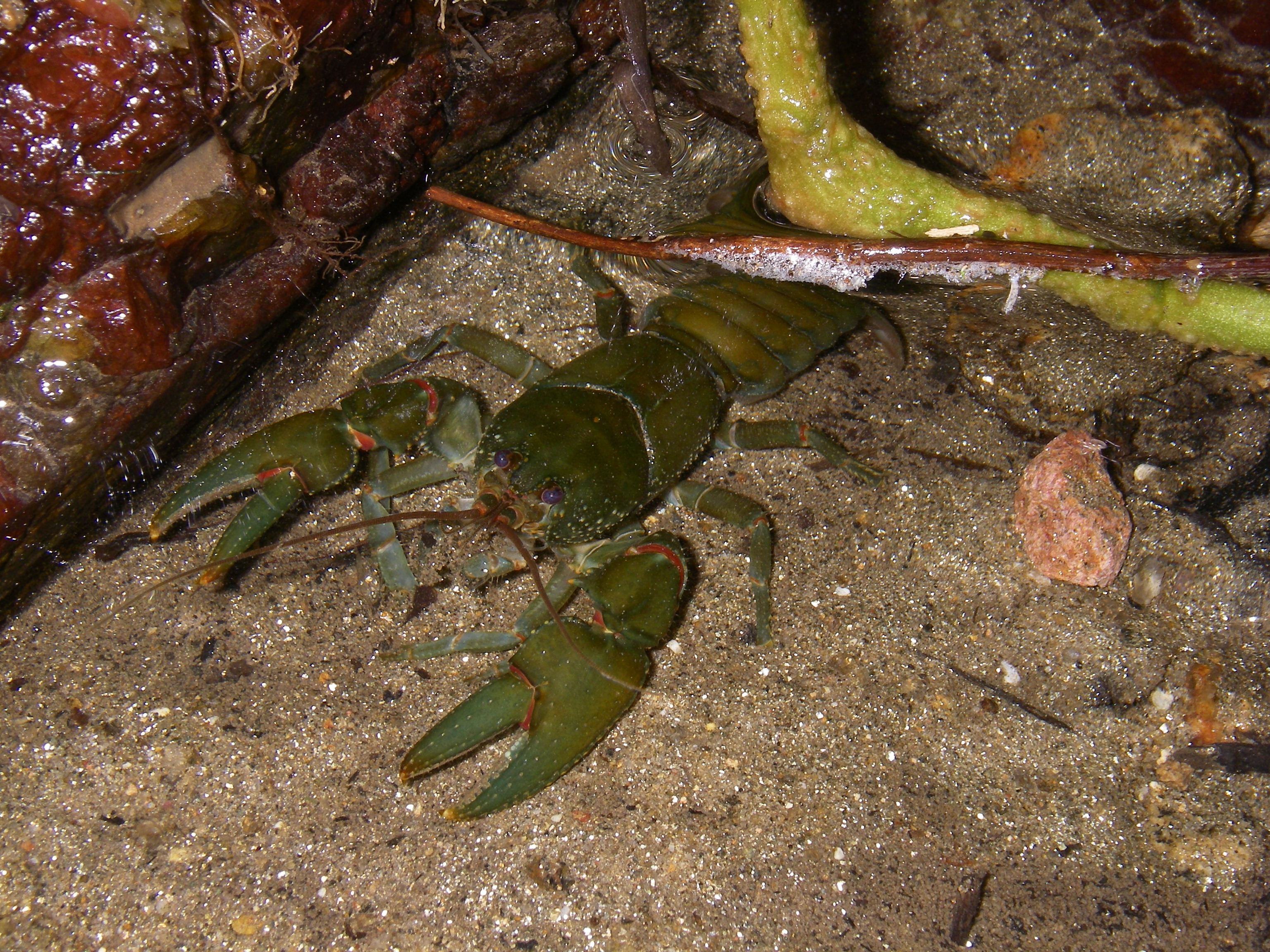
Astacoides betsileoensis
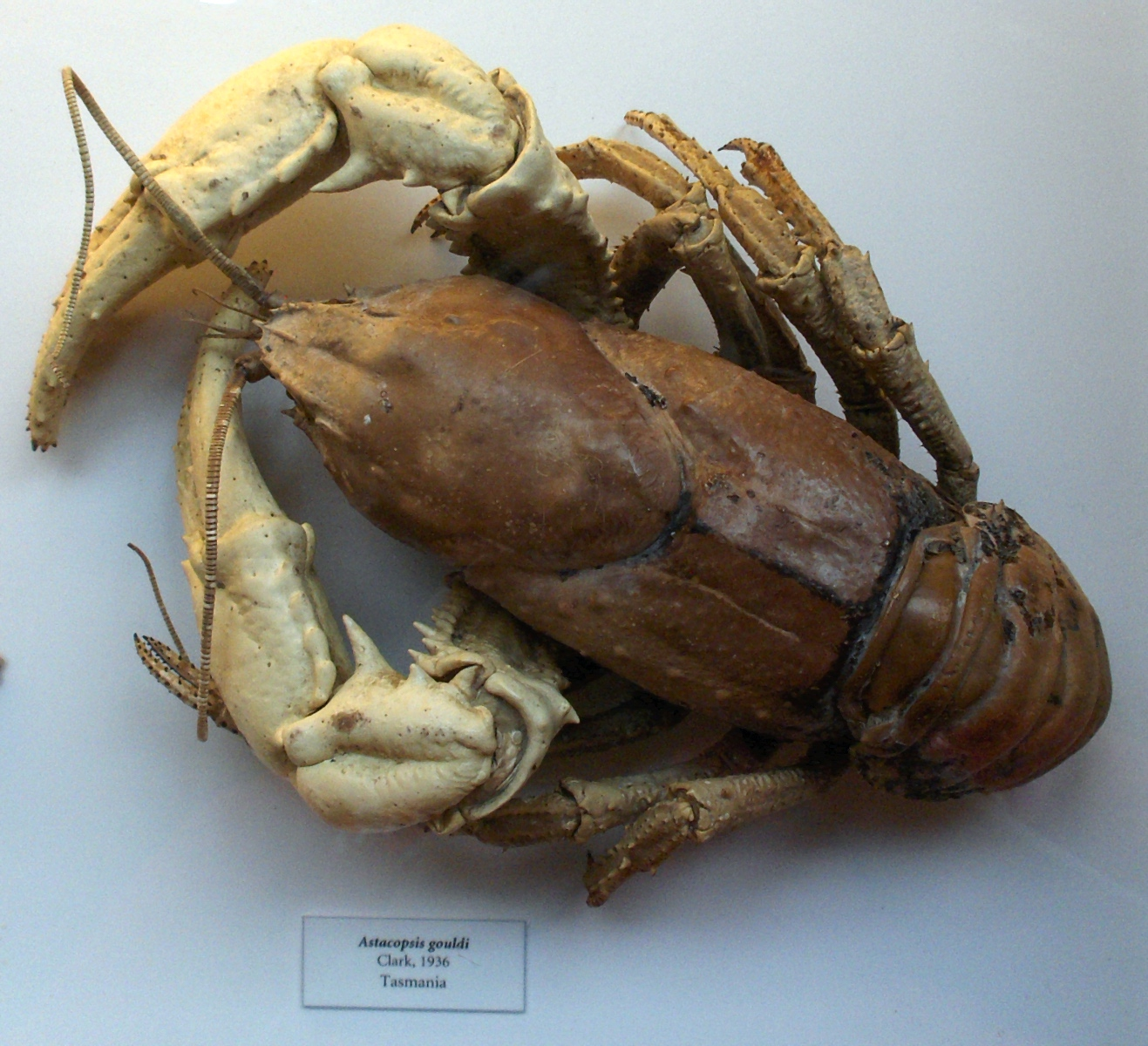
Astacopsis gouldi
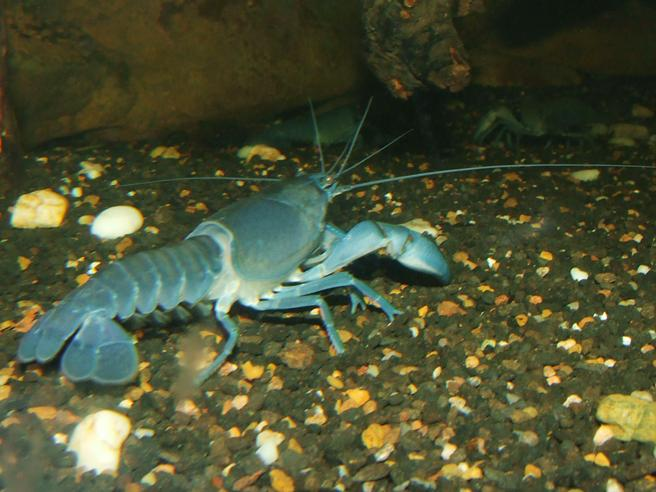
Cherax destructor
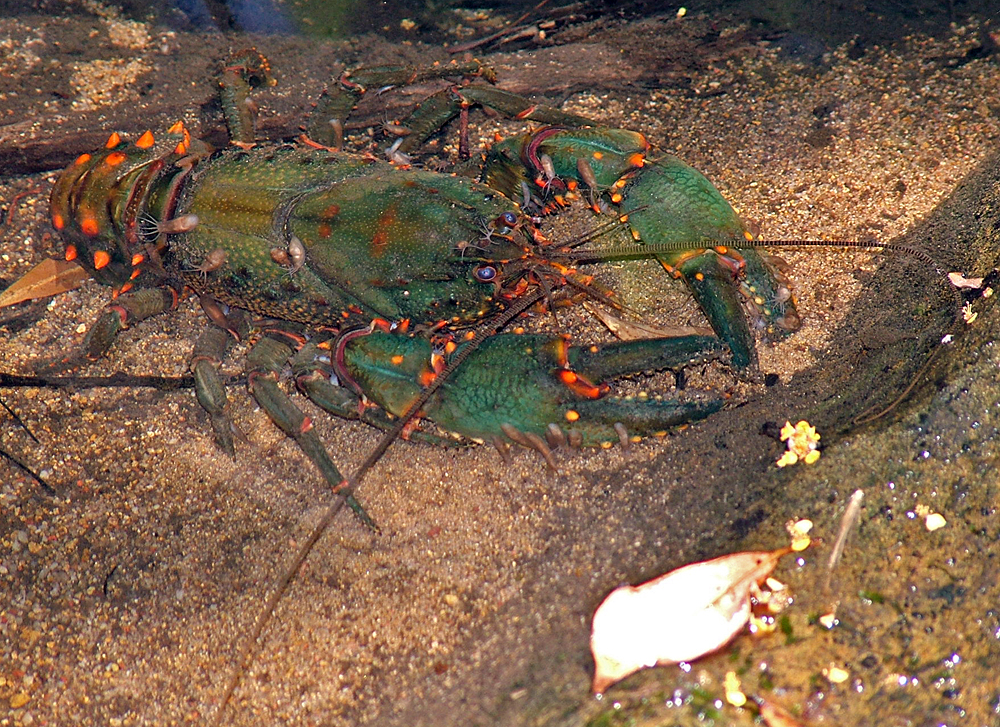
Euastacus spinifer
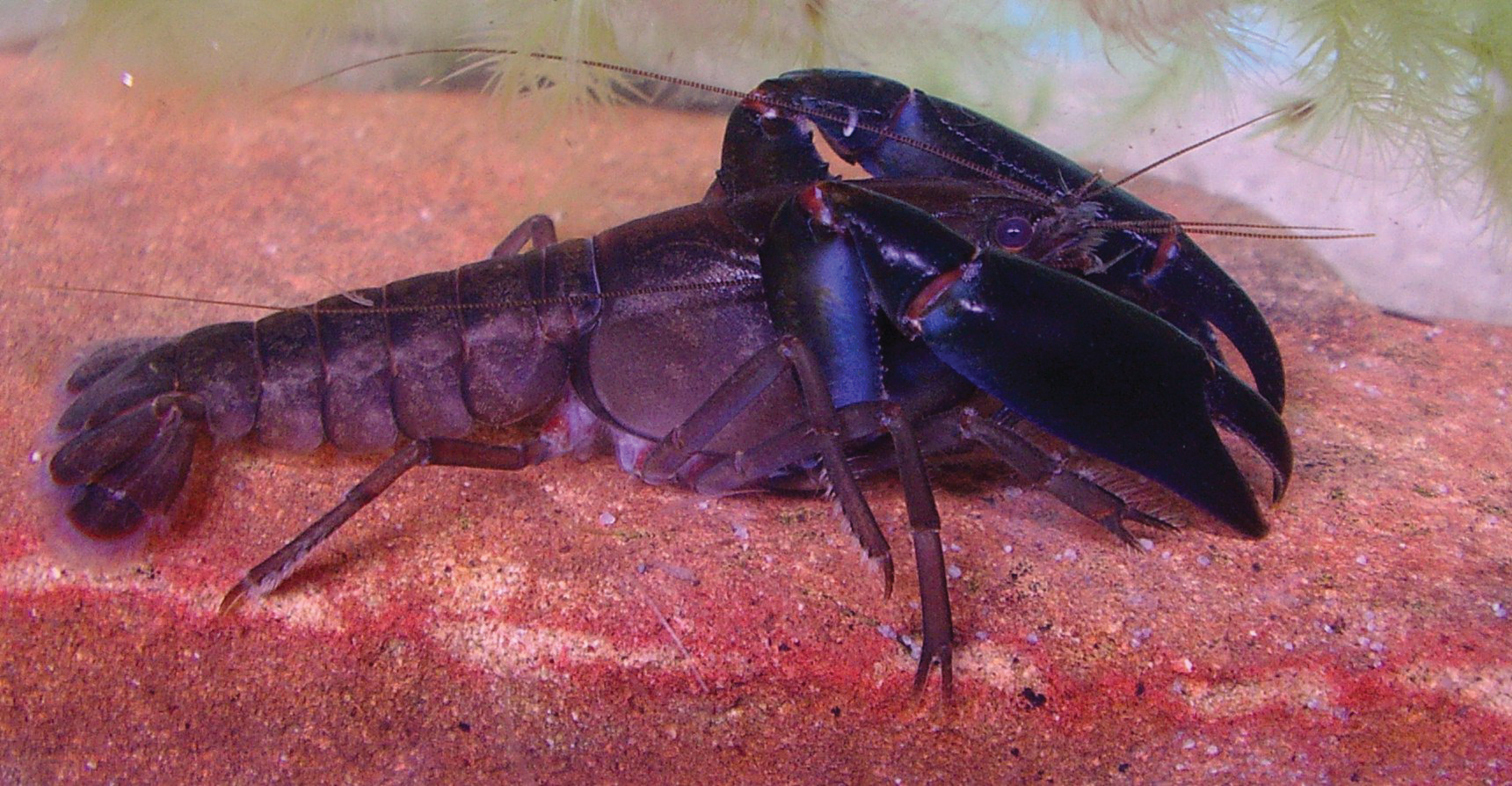
Gramastacus lacus
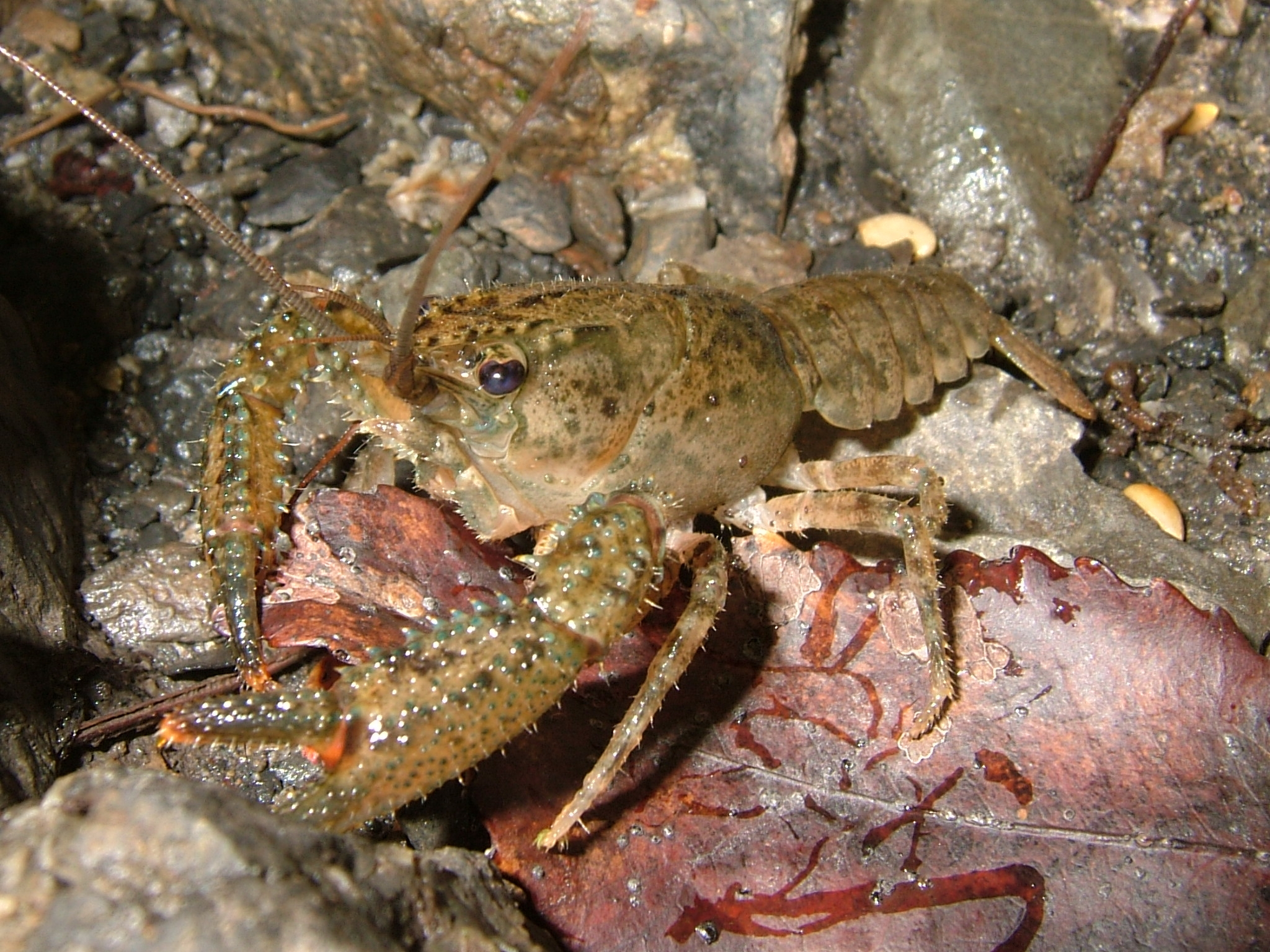
Paranephrops sp.
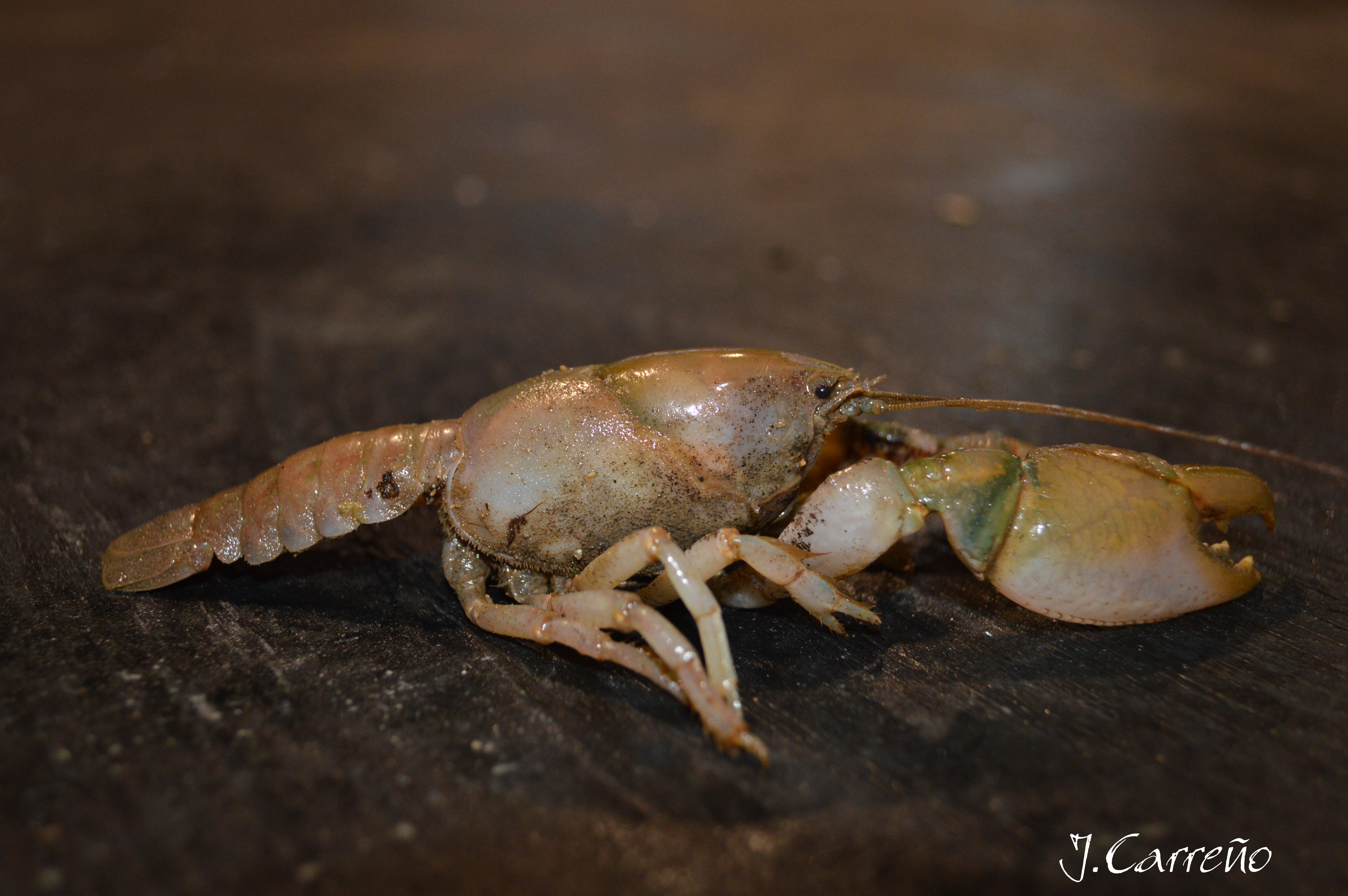
Parastacus pugnax